# Imunocoloração

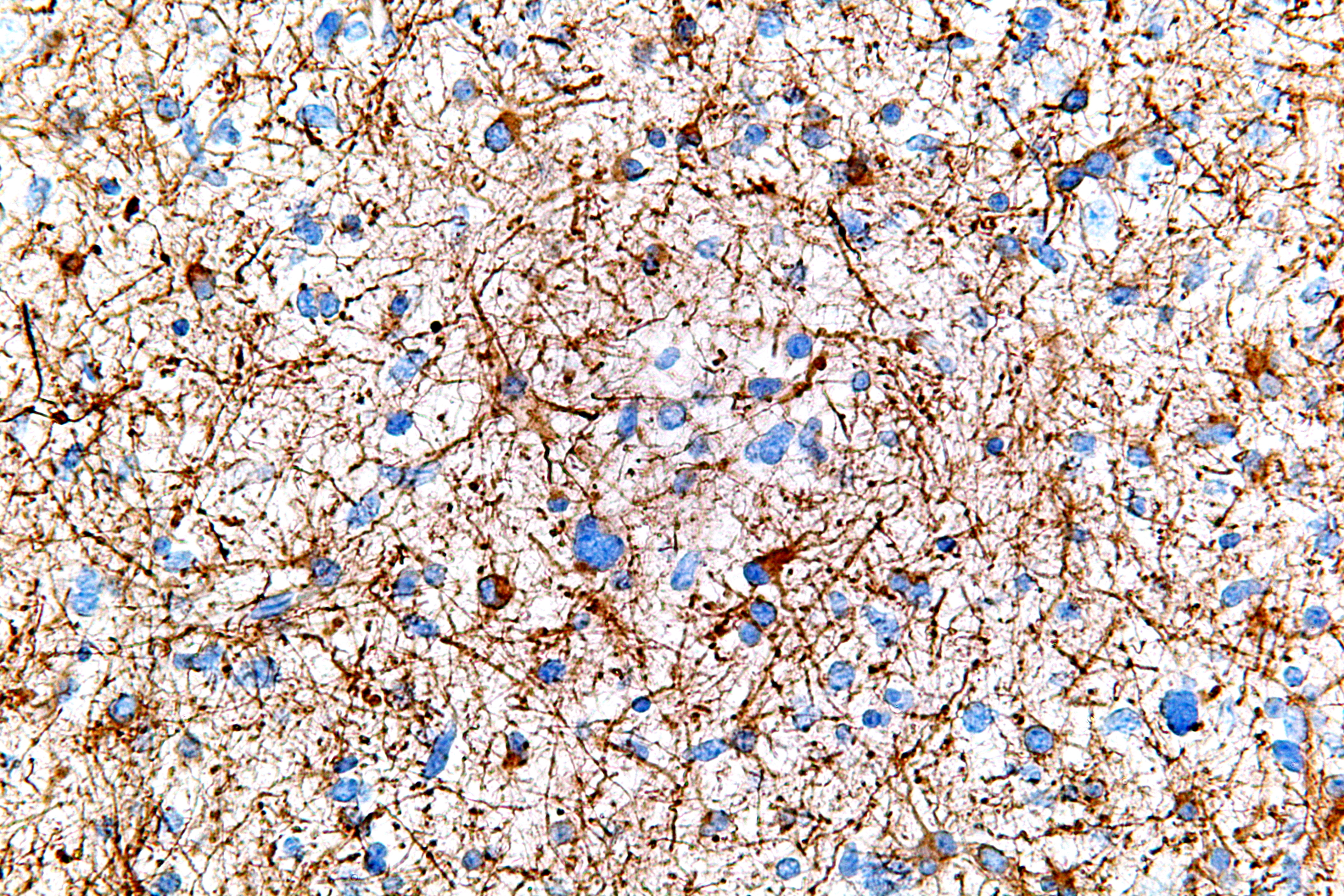
Micrografia de uma secção imunocorada de um tumor cerebral. Coloração GFAP.

Imunocoloração é um termo geral em bioquímica que se aplica a qualquer método baseado na utilização de anticorpos para detectar uma proteína especifica em uma amostra. O termo imunocoloração foi, originalmente, usado para se referir à coloração imuno-histoquímica de secções de tecidos, como descrito, inicialmente, por Albert Coons, em 1941. Agora, contudo, a imunocoloração compreende uma ampla variedade de técnicas aplicadas em histologia, biologia celular e molecular, que utilizam métodos de coloração baseados em anticorpos.

## Técnicas de imunocoloração
- Imuno-histoquímica
- Citometria de fluxo
- Western blotting
- ELISA
- Microscopia imunoeletrônica